# Escuela de cocina

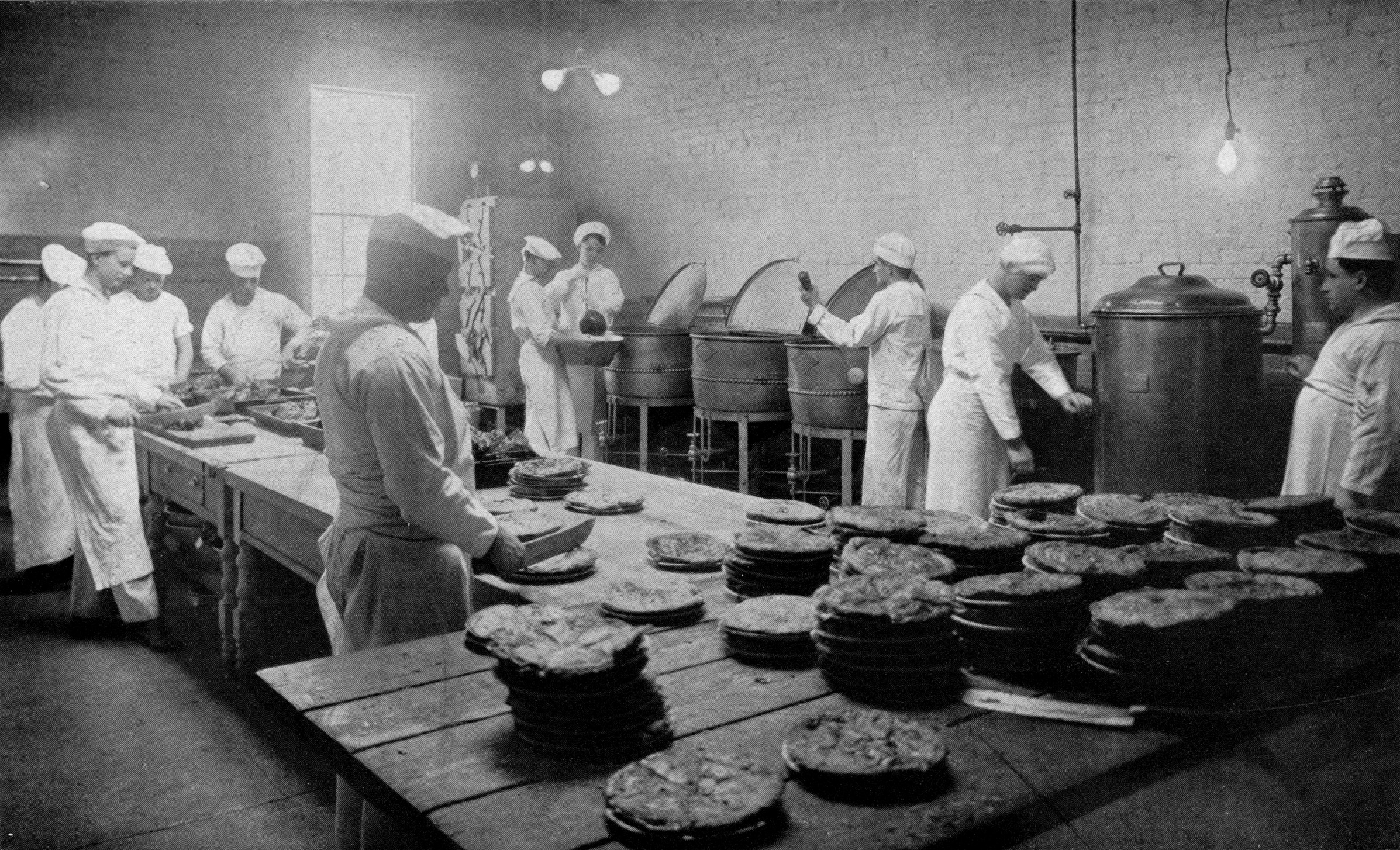
Escuela de cocina

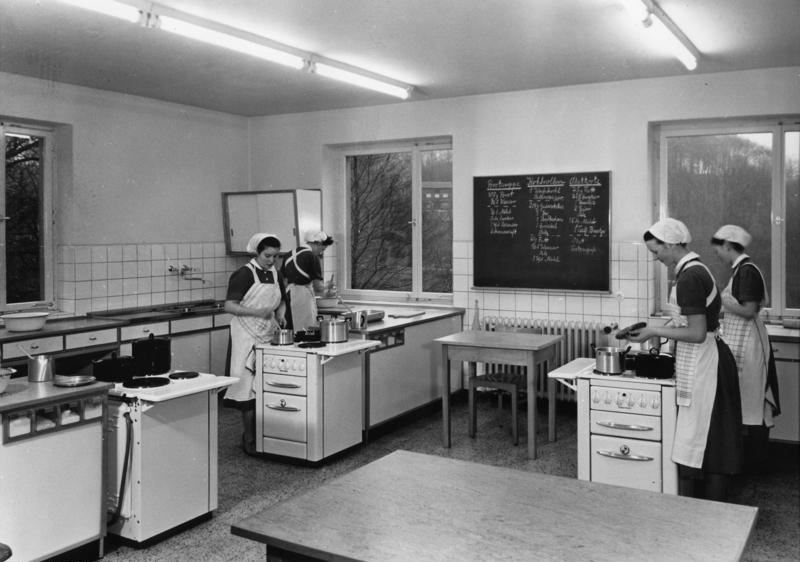

La escuela de cocina (denominadas igualmente escuela de gastronomía o escuela de hostelería) es una institución dedicada principalmente a la enseñanza de las técnicas culinarias y costumbres gastronómicas. Existen diversas escuelas culinarias a lo largo del mundo, cada una con una orientación diferente. Orientadas principalmente a los futuros profesionales que desean abrir un establecimiento culinario: restaurante, bar, etc. En estas escuelas se enseñan las técnicas de cocina básicas, la ciencia de los alimentos, el trato con el cliente y las normas de economía básicas para el sostenimiento de un negocio hostelero. Aunque se considera igualmente escuelas culinarias a aquellas que se dedican a formar amateurs y privados que deseen aprender aspectos particulares de la gastronomía. Suelen estar englobadas dentro de lo que se considera formación profesional, aunque existen universidades que las contemplan dentro de sus planes de estudio y ofrecen títulos académicos específicos.

## Historia
Se trata de una institución de enseñanza que nace formalmente en el siglo XIX. Siendo, un siglo antes, uno de los primeros promotores Grimod de La Reynière que abre locales hosteleros y necesita formar a sus empleados. En Estados Unidos la Boston Cooking School comienza a dar clases en 1877, y en Europa Le Cordon Bleu. Una de las primeras instituciones encargadas de ofrecer enseñanza culinaria en el siglo XX fue el restaurante Delmonico en 1898. En Suecia existieron escuelas de este género, la fundada en la capital por Mlle Cronius fue un modelo. De 1882 data la Escuela culinaria de Estocolmo a imitación de las anteriormente fundadas en Praga. En España, hasta 2011 no se crea el Basque Culinary Center, la primera facultad de gastronomía de España .